# كاثي كوشران
كاثي كوشران (بالإنجليزية: Cathy Cochran)‏ هي قاضية ومحامية أمريكية، ولدت في 11 نوفمبر 1944.